# 亨尼克里克 (印地安納州)
亨尼克里克（英語：Honey Creek）是位於美國印地安納州亨利縣的一個非建制地區。該地的面積和人口皆未知。